# FK Rudar Kostolac
Rudar Kostolac, serb: Рудар Костолац – serbski klub piłkarski z Kostolaca, utworzony w 1933 roku. Obecnie występuje w Srpska Liga Zapad.